# ویزیتور کیو
ویزیتور کیو (انگلیسی: Visitor Q) فیلمی اروتیک در ژانر کمدی سیاه و ترسناک به کارگردانی تاکاشی میکه است که در سال ۲۰۰۱ منتشر شد.